# La det swinge
Chansons représentant la Norvège au Concours Eurovision de la chanson
Lenge leve livet
(1984) Romeo
(1986)
Chansons ayant remporté le Concours Eurovision de la chanson
 Diggi-Loo Diggi-Ley
(1985)  J'aime la vie
(1986)
La det swinge (« Fais-le swinguer ») est la chanson gagnante du Concours Eurovision de la chanson 1985, interprétée par le duo norvégien Bobbysocks. C'est la première victoire de la Norvège au Concours Eurovision de la chanson.
Les Bobbysocks ont également enregistré la chanson en anglais sous le titre Let It Swing.

## À l'Eurovision
Elle est intégralement interprétée en norvégien, langue nationale, comme l'impose la règle entre 1976 et 1999.

## Classements

### Classements hebdomadaires
| Classement (1985)                      | Meilleure position |
| -------------------------------------- | ------------------ |
| Allemagne (Media Control AG)           | 47                 |
| Autriche (Ö3 Austria Top 40)           | 14                 |
| Belgique (Flandre Ultratop 50 Singles) | 1                  |
| Irlande (IRMA)                         | 8                  |
| Norvège (VG-lista)                     | 1                  |
| Pays-Bas (Single Top 100)              | 9                  |
| Royaume-Uni (UK Singles Chart)         | 44                 |
| Suède (Sverigetopplistan)              | 4                  |
| Suisse (Schweizer Hitparade)           | 30                 |